# کندال اوکار
کندال اوکار (انگلیسی: Kendal Ucar؛ زادهٔ ۳ سپتامبر ۱۹۸۱) بازیکن فوتبال اهل ترکیه است.
از باشگاه‌هایی که در آن بازی کرده‌است می‌توان به باشگاه فوتبال او.اف.آی کرته، باشگاه فوتبال ایراکلیس ۱۹۰۸، باشگاه فوتبال یونیکوس، و باشگاه فوتبال سوشو اشاره کرد.